# HMS P33 (1941)
L'HMS P33 va ser un submarí de classe U de la Royal Navy construït per Vickers-Armstrong a Barrow-in-Furness.

## Historial de servei
Comandat al llarg de tota la seva carrera pel tinent R.D. Whiteway-Wilkinson, el submarí va ser unit a la 10a Flotilla de submarins amb base a Malta. El 15 de juliol de 1941, el submarí va enfonsar el mercant Barbarigo de 5.300 tones al sud de Punta Sciaccazza, Pantelleria, part d'un petit comboi italià.
El submarí va partir en la seva última patrulla el 6 d'agost de 1941 des de Malta per patrullar davant de Sicília per interceptar un comboi italià que es dirigia cap a Líbia. El seu vaixell germà P32, que estava atacant el mateix comboi juntament amb l'HMS Unique, va informar d'haver sentit un atac perllongat amb càrregues de profunditat el 18 d' agost i posteriorment va intentar contactar amb el P33 sense èxit. El P32 va ser enfonsat més tard aquell dia. El P33 va quedar vençut el 20 d'agost i gairebé segur que va ser enfonsat en aquest atac. No obstant això, és possible que fos enfonsat pel torpediner italià Partenope prop de Pantelleria el 23 d'agost. Perdut a bord del P33 va ser el tinent Richard Cunningham, fill del vicealmirall John Cunningham, que més tard es convertiria en Primer Lord del Mar.

## Resum de l'historial d'atacs
| Data                 | Nom       | Nationalitat | Tonatge | Destí    |
| -------------------- | --------- | ------------ | ------- | -------- |
| 15 de juliol de 1941 | Barbarigo | Itàlia       | 5.300   | Enfonsat |